# Artis-Quartett
Das Artis-Quartett Wien ist ein österreichisches Streichquartett. Seine Mitglieder sind Peter Schuhmayer (1. Violine), Johannes Meissl (2. Violine), Herbert Kefer (Viola) und Othmar Müller (Violoncello).

## Geschichte
Das Artis-Quartett Wien wurde 1980 an der Wiener Musikhochschule gegründet und studierte in Wien bei  Hatto Beyerle und Alfred Staar. Im Herbst 1984 ging das Quartett für eine Saison nach Cincinnati (USA), um als Träger des Friedlander Fellowships an der dortigen Universität das Studium beim LaSalle Quartett fortzusetzen. Außerdem war das AQW zwischen 1983 und 1985 Preisträger der Wettbewerbe in Cambridge, Yellow Springs und Evian.
In der Folge starteten die vier Musiker eine internationale Karriere, die sie um die ganze Welt führte. So konzertierte das Quartett in fast allen namhaften Konzertsälen Europas, spielte aber auch in der Carnegie Hall in New York, dem Kennedy Center in Washington, der Suntory Hall und dem Tokyo International Forum (5.000 Sitzplätze) in Tokio und dem Teatro Colón in Buenos Aires. Außerdem gastiert das Quartett auf vielen bekannten Musik-Festivals der ganzen Welt.
Das Quartett hat seit 1988 einen eigenen Zyklus im weltbekannten Wiener Musikverein.
Seit 2003 spielen Schuhmayer, Meissl und Kefer (1. und 2. Violine, Viola) im Stehen. Damit sind sie eines der wenigen Streichquartette, die diese Art der Konzertpräsentation praktizieren.
Das Artis-Quartett spielte über 40 CDs für Sony Classical, CBS-Sony, Orfeo, Koch/Schwann, Accord, ORF, Camerata Tokyo und Nimbus ein.
Unter diesen Aufnahmen finden sich Werke von folgenden Komponisten: Haydn, Pleyel, Mozart, Beethoven, Schubert, Mendelssohn, Schumann, Brahms, Smetana, Dvořák, Weigl, Zemlinsky, Berg, Webern, Magnard, Dohnanyi, Kreisler, Wolf, Schulhoff, Wellesz, Müller-Hermann, Mittler, Zipper, Gielen, von Einem, Dünser, Eröd, Willi, Wisser.
Uraufführungen von Werken von A. Zemlinsky, T. G. French, Gottfried von Einem, Otto M. Zykan, H. Eder, T. Larcher, R. Stuppner, T. Pernes, G. E. Winkler, Ian Wilson, H. Wisser, Ivan Eröd, W. Kubizek, G. Schedl, A. P. Vargas, Richard Dünser und Alfred Huber.

## Auszeichnungen
- Grand Prix du Disque (1987)
- Alexander Zemlinsky Förderpreis (1997)
- Prix Caecilia (1987)
- Wiener Flötenuhr (1991)
- Echo Klassik (2000)
- Lully Award für das beste Kammermusikkonzert der Saison in New York City (2001)[1]
- Indie Award (2001)
- Diapason d’or (1989 und 2008)
- Midem Classical Award (2009)[2]